# Tim im Lande der Sowjets
Tim im Lande der Sowjets (franz. Originaltitel: Tintin au pays des Soviets) ist das eigentlich erste Comicalbum aus der Reihe Tim und Struppi des belgischen Zeichners Hergé, das zunächst von 1929 bis 1930 als wöchentliche Fortsetzungsgeschichte in der Zeitschrift Le Petit Vingtième erschien. Es wurde nicht nach- oder umgezeichnet und erst in den 1980er Jahren als Band 0 in die Nummerierung der Alben aufgenommen. Eine kolorierte Fassung erschien erst im Jahr 2017, lange nach dem Tod Hergés.

## Handlung
Der junge Brüsseler Reporter Tim fährt mit seinem Hund Struppi im Zug nach Moskau, um von dort zu berichten. Doch während der Zugfahrt wird er das Opfer eines sowjetischen Geheimpolizisten, der ihn als einen Angehörigen der Bourgeoisie betrachtet. Dieser zündet eine Bombe, durch die das Abteil, in dem sich Tim befindet, weggesprengt wird. Tim überlebt, wird jedoch von der Berliner Polizei für das Attentat verantwortlich gemacht. In seiner zerfetzten Kleidung gelingt es ihm, der deutschen Polizei zu entkommen, und er gelangt mit einem Zug in die Sowjetunion (u. a. in den Rajon Stoubzy), wo der sowjetische Geheimpolizist erneut auf ihn aufmerksam wird und die örtliche Administration auf ihn ansetzt.
Tim erkennt bei seiner Reise durch das Land, dass die sowjetische Wirtschaft nicht funktioniert, freie Wahlen nicht stattfinden und Repressionen der Kommunisten die Tagesordnung bestimmen. Mittels eines Flugzeugs entkommt Tim nach Berlin, wo er eine Verschwörung des sowjetischen Geheimdienstes, alle europäischen Hauptstädte mittels Dynamit wegzubomben, aufdeckt und der Berliner Polizei meldet. Tim ist nun rehabilitiert und reist sodann mit dem Zug heim nach Brüssel, wo eine große Menschenmenge schon auf ihn wartet und ihn feiert.

## Hintergrund
In Tim im Lande der Sowjets wird der Kommunismus in humoristischer Weise stark kritisiert. Aufgrund des Erfolges seiner neuen Abenteuergeschichte zeichnete Hergé nach Tim im Lande der Sowjets weitere Tim-und-Struppi-Comics, beginnend mit Tim im Kongo, der später als Band 1 veröffentlicht wurde und den er im Gegensatz zum eigentlichen ersten Abenteuer nachkolorierte.
Tim im Lande der Sowjets wurde über Jahre kaum nachgedruckt, da Hergé den ersten Comic als „Jugendsünde“ bezeichnete. Nachdem es jedoch vermehrt zu Raubdrucken gekommen war, erlaubte er 1973 erstmals einen offiziellen Nachdruck. Doch erst seit den achtziger Jahren wurde die Geschichte wieder regelmäßig nachgedruckt und als Band 0 in der Albennummerierung aufgenommen.
Hergés praktisch einzige Quelle über die Zustände in der Sowjetunion war das Buch Moscou sans Voiles (Moskau ohne Schleier) des belgischen Konsuls Joseph Douillet aus dem Jahr 1928, das eine stark antikommunistische Tendenz hatte. Hergé übernahm ganze Passagen davon direkt in den Comic.
Im Lande der Sowjets wurde nicht nach- oder umgezeichnet und bis zum Tode Hergés nicht nachkoloriert, im Unterschied zu den meisten anderen Tim & Struppi-Comics, die teils mehrfach überarbeitet wurden. Die einzelnen Seiten lassen die zeichnerische Entwicklung des jungen Hergé nachvollziehen. Tim im Lande der Sowjets entstand unter großem Zeitdruck, denn Hergé brauchte für Le Petit Vingtième schnell eine Nachfolgegeschichte zu Les aventures de Flup, Nénesse, Poussette et Cochonnet. Es gab kein Skript, die Handlung wurde von Woche zu Woche weiterentwickelt.
Die Fluchtfahrzeuge, die Tim benutzt, wurden detailliert realen Vorbildern nachgezeichnet.
Im Gegensatz zu den meisten anderen Abenteuern ist die Geschichte bisher nicht als Hörspiel, auch nicht in anderen Sprachen, oder als Film adaptiert worden. 2016 kündigte Moulinsart in Kooperation mit dem Verlag Casterman eine nachkolorierte Version an, die im Januar 2017 erschienen ist. Im Mai 2023 veröffentlichte der Carlsen Verlag diese Version auf Deutsch.

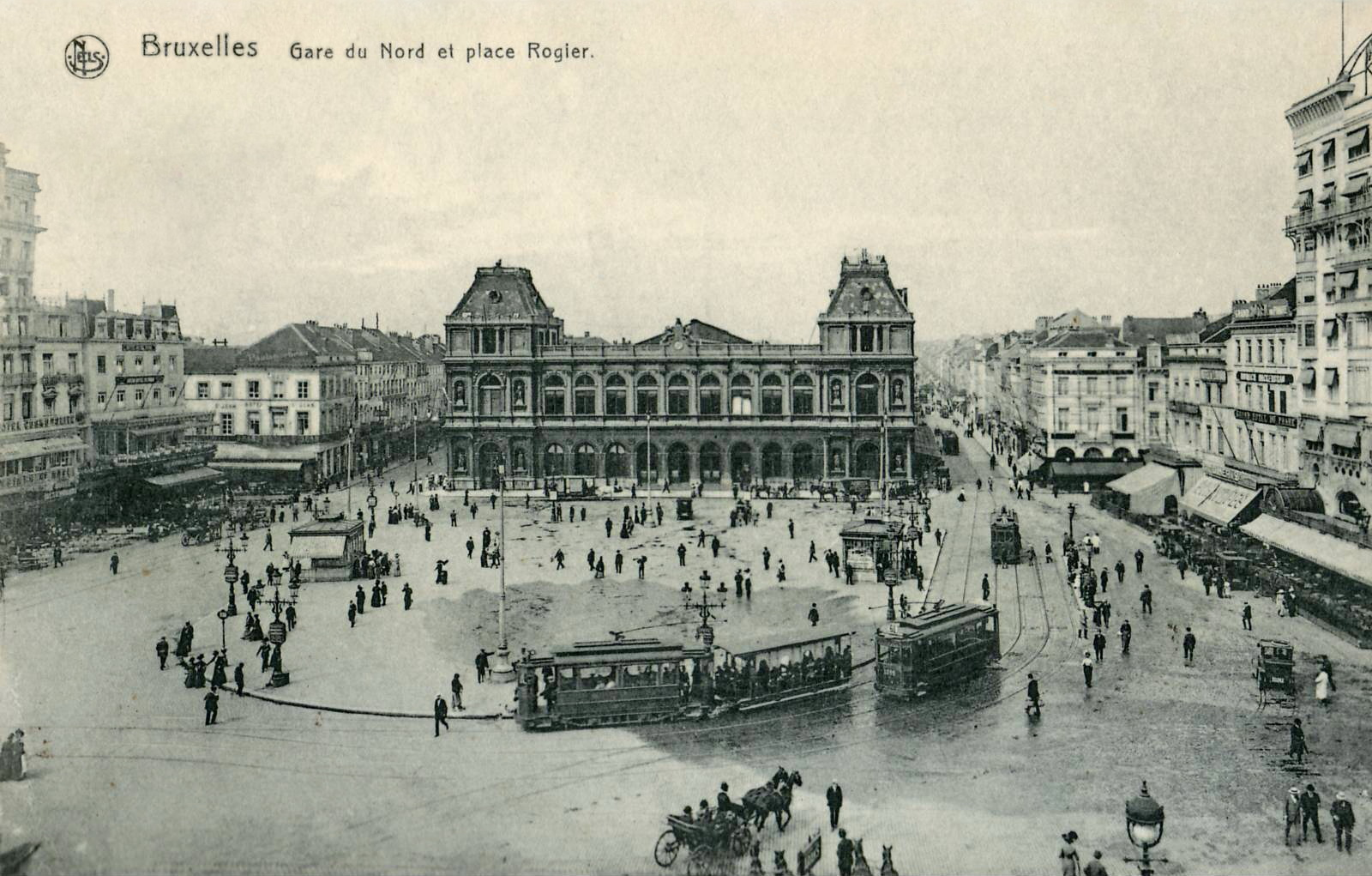
Der Brüsseler Nordbahnhof Anfang des 20. Jahrhunderts, an dem Tim erwartet wurde. Das Gebäude wurde später abgerissen, weil 1952 ein neues Gebäude errichtet wurde.

Parallel zum Ende der Geschichte inszenierte der Herausgeber des Le Petit Vingtième am Brüssler Nordbahnhof Tims Ankunft durch ein Double.

## Tims erstaunliche Fähigkeiten
Tim zeigt im Laufe der Geschichte eine ganze Reihe schier außergewöhnlicher Fähigkeiten. Er baut aus Schrott binnen weniger Minuten ein Kraftfahrzeug und besiegt einen ausgewachsenen Braun- oder Polarbären im Zweikampf mit bloßen Händen. Er überlebt einen Motorradunfall, einen Autounfall mit einem gestohlenen Auto, einen Unfall mit einem selbstgebauten Schienenfahrzeug und zum Ende der Geschichte einen Unfall, bei dem er, mit 150 km/h fahrend, aus seinem Auto in das Fenster eines fahrenden Zuges geschleudert wird. Im Verlauf der Geschichte ist nie zu sehen, dass Tim über größere Schmerzen klagt, er bedarf auch nie ärztlicher Behandlung und spricht nebenbei anscheinend fließend Russisch.